# Palus Putredinis
Palus Putredinis (Pantà del decaïment) és el nom amb ell es designa a una regió de la superfície visible de la Lluna, situada entre el Mar de la tranquil·litat i els Montes Arquimedes. Aquesta regió és famosa per ser el primer sòl no terrestre assolit per un objecte humà, ja que el 13 de setembre de 1959, la sonda soviètica Luna 2 va impactar contra la seva superfície. Posteriorment, el 26 de juliol de 1971, també va aterrar en aquesta mateixa regió la nau tripulada nord-americana Apol·lo 15.

## Geologia
L'àrea definida com a Palus Putredinis és una plana formada per un desbordament de lava, originat arran de l'impacte d'un gran asteroide en l'actual cràter Autòlic. Aquesta zona se situa sobre una estructura anul·lar més gran i antiga coneguda com a Mare Imbrium. La plana té una extensió aproximada de 161 km.